# Malacoria
Malacoria correspondería al municipio cántabro de Mazcuerras (España) según afirma el estudioso del fenómeno foramontano Víctor de la Serna y Espina y tal y como atestiguarían las necrópolis de repoblación de Cos y Sierra de Ibio.
Según los anales castellanos el movimiento de repoblación de la meseta y el avance de la Corona de Castilla durante la primera fase de la Reconquista (los foramontanos) tiene como origen Malacoria. Esto empieza en el año 814.
Según otros estudiosos, el término "Malakoria" bien pudiera atribuirse al macizo de páramos y antiguas colinas hallado en la divisoria entre los valles de los ríos Gromejón y Esgueva en la Ribera del Duero burgalesa. En el término municipal de Gumiel de Izán se halla la cuesta de Malacuera y en ella, cerca de la autovía A-1, la antigua fuente de los Montañeses, la cual puede indicar alguna vaga referencia a los foramontanos.